# Брегуци
Брегуци (итал. Breguzzo) је насеље у Италији у округу Тренто, региону Трентино-Јужни Тирол.
Према процени из 2011. у насељу је живело 545 становника. Насеље се налази на надморској висини од 810 м.

## Становништво
| 1931. | 1936. | 1951. | 1961. | 1971. | 1981. | 1991. | 2001. | 2011. |
| ----- | ----- | ----- | ----- | ----- | ----- | ----- | ----- | ----- |
| 589   | 544   | 555   | 555   | 551   | 538   | 548   | 579   | 572   |